# Transports dans le Doubs

Les transports dans le département français du Doubs sont principalement développés le long de l'axe de la rivière Doubs, qui relie les deux principales agglomérations du département (Besançon et Montbéliard) et les place sur un important axe européen reliant la vallée du Rhône et la côte méditerranéenne à l'Alsace et à l'Allemagne. En l'absence d'axe important coupant le premier, Besançon n'est qu'un carrefour routier et ferroviaire secondaire. Le développement des échanges franco-suisses a poussé au développement récent des transports entre les deux côtés de la frontière, malgré l'obstacle constitué par le relief, mais il s'agit principalement d'échanges régionaux ou locaux, les grands axes reliant la France à la Suisse passant plutôt au niveau de Mulhouse et Bâle au nord-est et de Genève au sud.

## Transport routier

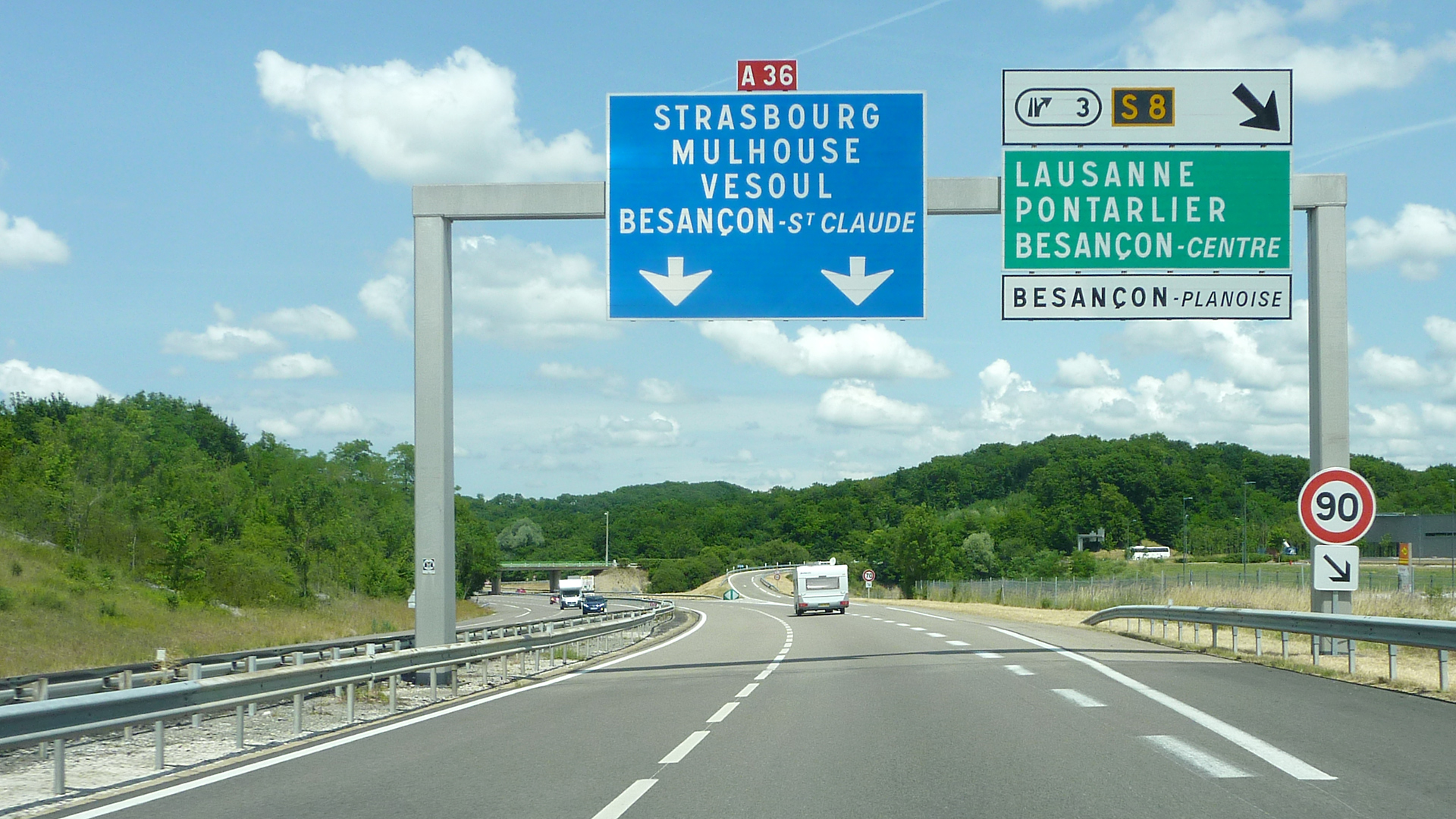
L'autoroute A36 au niveau de Besançon.

### Infrastructures routières
Le principal axe routier du département est l'autoroute A36, qui relie la vallée du Rhône et la Bourgogne à l'Alsace et à l'Allemagne. À l'intérieur du département, elle dessert les deux principales agglomérations, Besançon et Montbéliard.
En-dehors de l'autoroute A36, ne sont aménagées à 2x2 voies que certaines sections de la route nationale 57, qui intègre la rocade de Besançon et relie la capitale comtoise à Vesoul au nord et à Pontarlier et à la Suisse au sud, et de la route départementale 461, qui se détache de la précédente pour relier Besançon à Morteau et Maîche.
La route nationale 83 (qui relie Besançon à l'autoroute A39 en évitant le détour par Dole) et la route départementale 437 (qui court le long de la frontière en desservant les principales agglomérations du Haut-Doubs) complètent le réseau principal du département.

### Transport collectif de voyageurs
Le Doubs est desservi par le réseau régional de transport routier Mobigo, qui compte une dizaine de lignes régulières dans le département.

## Transport ferroviaire

### Historique

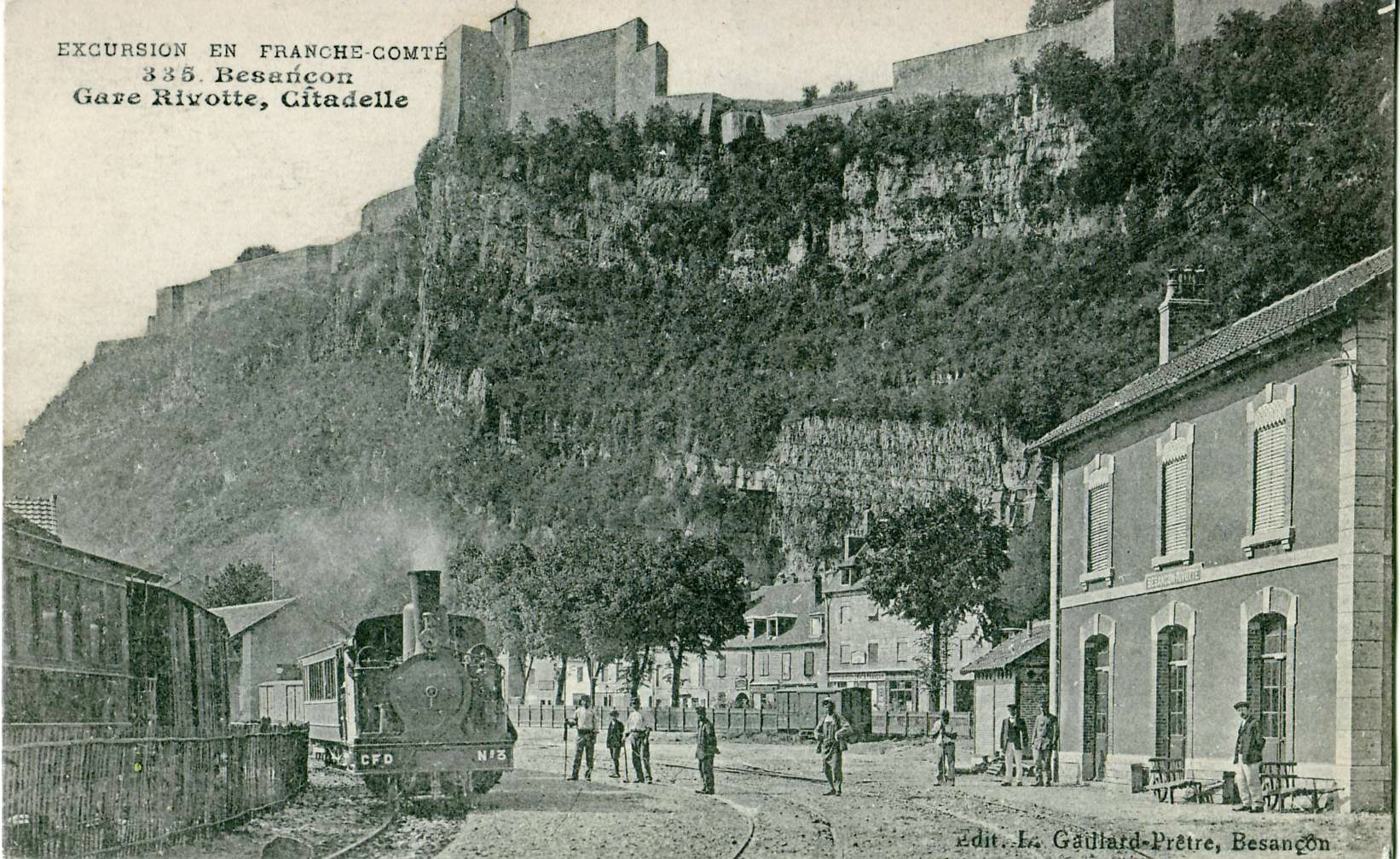
La gare de Besançon-Rivotte des Chemins de fer du Doubs vers 1910.

La première ligne de chemin de fer du Doubs est la ligne de Dole-Ville à Belfort, ouverte en 1856 jusqu'à Besançon et en 1858 jusqu'à Montbéliard et Belfort. Le département se trouve à l'extrémité nord-est du réseau de la Compagnie des chemins de fer de Paris à Lyon et à la Méditerranée, qui se développe dans la deuxième moitié du XIXe siècle. À la fin du XIXe siècle, le chemin de fer d’intérêt général atteignait de nombreux bourges et villes du département, dont Arc-et-Senans, Baume-les-Dames, Besançon, Frasne, L'Isle-sur-le-Doubs, Montbéliard, Morteau, Ornans, Pont-de-Roide, Pontarlier, Saint-Hippolyte, Valdahon.
En 1915 est ouvert le tunnel du Mont-d'Or, à l'époque deuxième tunnel le plus long de France, qui permet d'accélérer les relations entre la France et la Suisse et voit passer de nombreux trains internationaux. Cette ligne est électrifiée en 1958. En 1970, c'est au tour de la ligne de Dole-Ville à Belfort d'être électrifiée.
L'ouverture de la LGV Rhin-Rhône en 2011 provoque le report des liaisons de longue distance sur la nouvelle infrastructure et d'ouverture de la gare nouvelle de Besançon Franche-Comté TGV. La ligne de Besançon-Viotte à Vesoul, qui avait été fermée aux voyageurs en 1959, est partiellement rouverte à cette occasion pour relier les deux gares de Besançon.
Le Doubs a également été desservi par plusieurs petits réseaux de chemins de fer d’intérêt local, tous à écartement métrique :
- Le Tramway de la Vallée d'Hérimoncourt, dont le réseau développé entre 1887 et 1904 desservait la région de Montbéliard jusqu'à sa fermeture en 1932,
- le Tramway de Pontarlier à Mouthe, ouvert en 1900 et fermé en 1950,
- le Chemin de fer d'intérêt local d'Andelot à Levier, ouvert en 1901 et fermé en 1953,
- les Chemins de fer régionaux de Franche-Comté, qui reliaient Morteau à Maîche (1905-1952) et Trévillers (1908-1952),
- les Chemins de fer du Doubs, qui développèrent un réseau entre Besançon, Amancey, Levier et Pontarlier, ouverte entre 1910 et 1930 et fermé entre 1950 et 1953,
- Les Chemins de fer vicinaux de la Haute-Saône, dont le réseau atteignait Besançon de 1911 à 1938.

|                                             |
| Le réseau ferroviaire à son apogée en 1930. |

|                                     |
| Le réseau ferroviaire de nos jours. |

|                                                    |
| Carte animée de l’évolution du réseau ferroviaire. |

### Situation actuelle

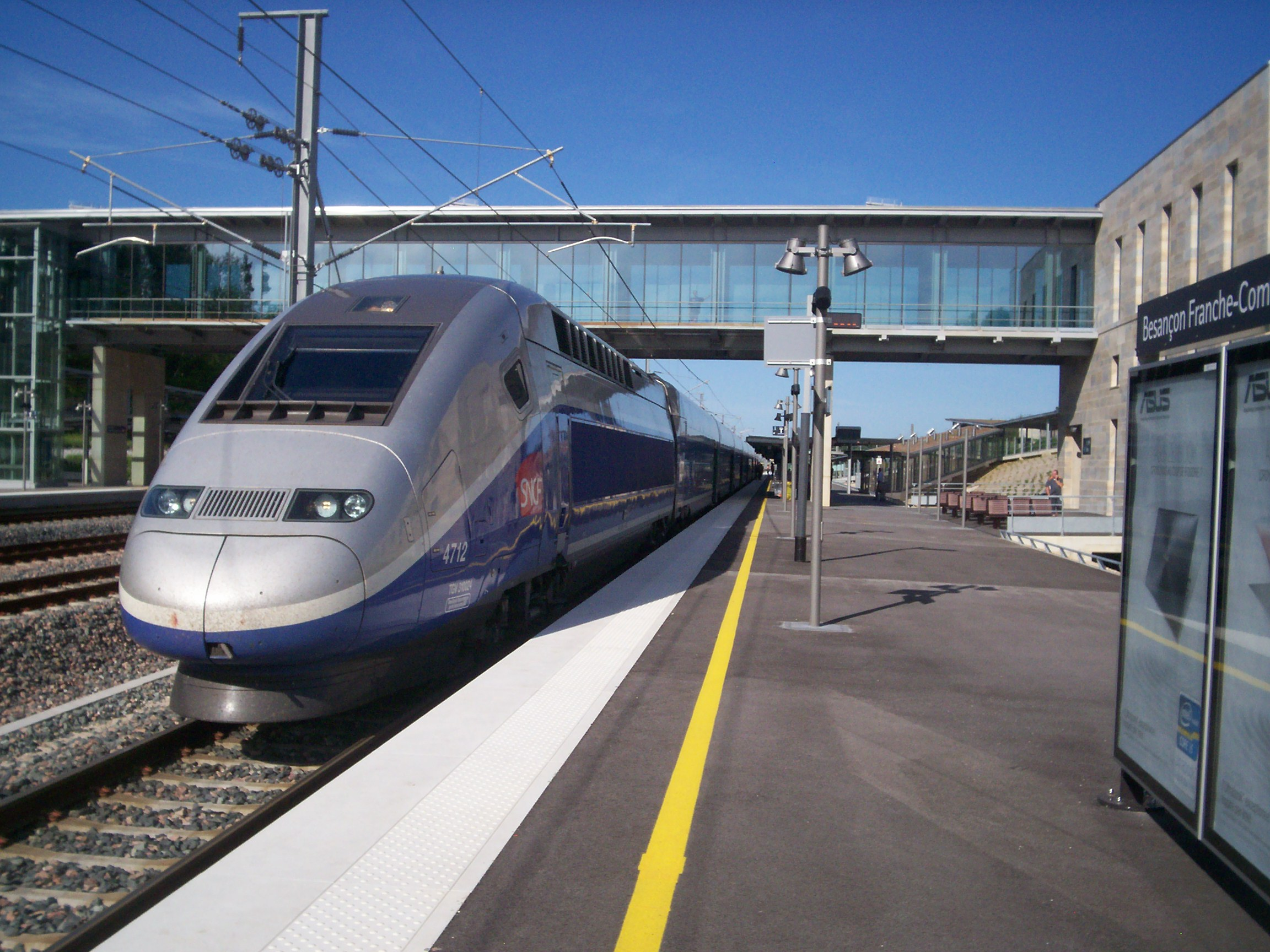
Un TGV Duplex 2N2 en gare de Besançon Franche-Comté TGV en 2012.

Les principales gares de voyageurs sont en 2023 Besançon-Viotte (2 726 000 voyageurs), Besançon Franche-Comté TGV (739 000 voyageurs) et Montbéliard (632 000 voyageurs).
Les principaux axes ferroviaires du département sont la LGV Rhin-Rhône et la ligne de Dole-Ville à Belfort, parallèles l'une à l'autre : la première accueille les TGV inOui tandis que la seconde voir circuler les TER Bourgogne-Franche-Comté et les trains de fret, dont certains bifurquent à Franois vers Lons-le-Saunier et Lyon. Un court service régional est assuré entre Besançon-Viotte et Besançon Franche-Comté TGV par une section rouverte de la ligne de Besançon-Viotte à Vesoul.
Dans le sud du département, les deux lignes de Dijon à Vallorbe et de Frasne à Pontarlier et Verrières-de-Joux accueillent un trafic principalement transfrontalier, dont les TGV Lyria Paris-Lausanne.
Besançon est également relié à la Suisse par la ligne de Besançon-Viotte au Locle-Col-des-Roches, mais cette ligne n'accueille qu'un trafic régional TER Bourgogne-Franche-Comté.

## Transport fluvial
Le Doubs est traversé par le canal du Rhône au Rhin, qui longe le Doubs sur une grande partie de sa longueur. Au gabarit Freycinet (classe I), ce canal est aujourd'hui principalement dédié à la navigation de plaisance. Un projet de mise au gabarit européen de 5000 tonneaux (classe VI) de ce canal a été abandonné dans les années 1990.

## Transport aérien
Besançon n'est pas desservie directement par un aéroport : en effet, l'ancienne région Franche-Comté et l'actuelle région Bourgogne-Franche-Comté ont préféré développer l'aéroport régional de Dole-Tavaux (aujourd'hui Dole-Jura), situé à proximité de Dole entre les agglomérations de Dijon et Besançon.
Le département comporte plusieurs aérodromes destinés à l'aviation légère (tourisme, loisirs, affaires) : Besançon - La Vèze, Besançon - Thise, Montbéliard - Courcelles et Pontarlier.

## Transports en commun urbains et périurbains

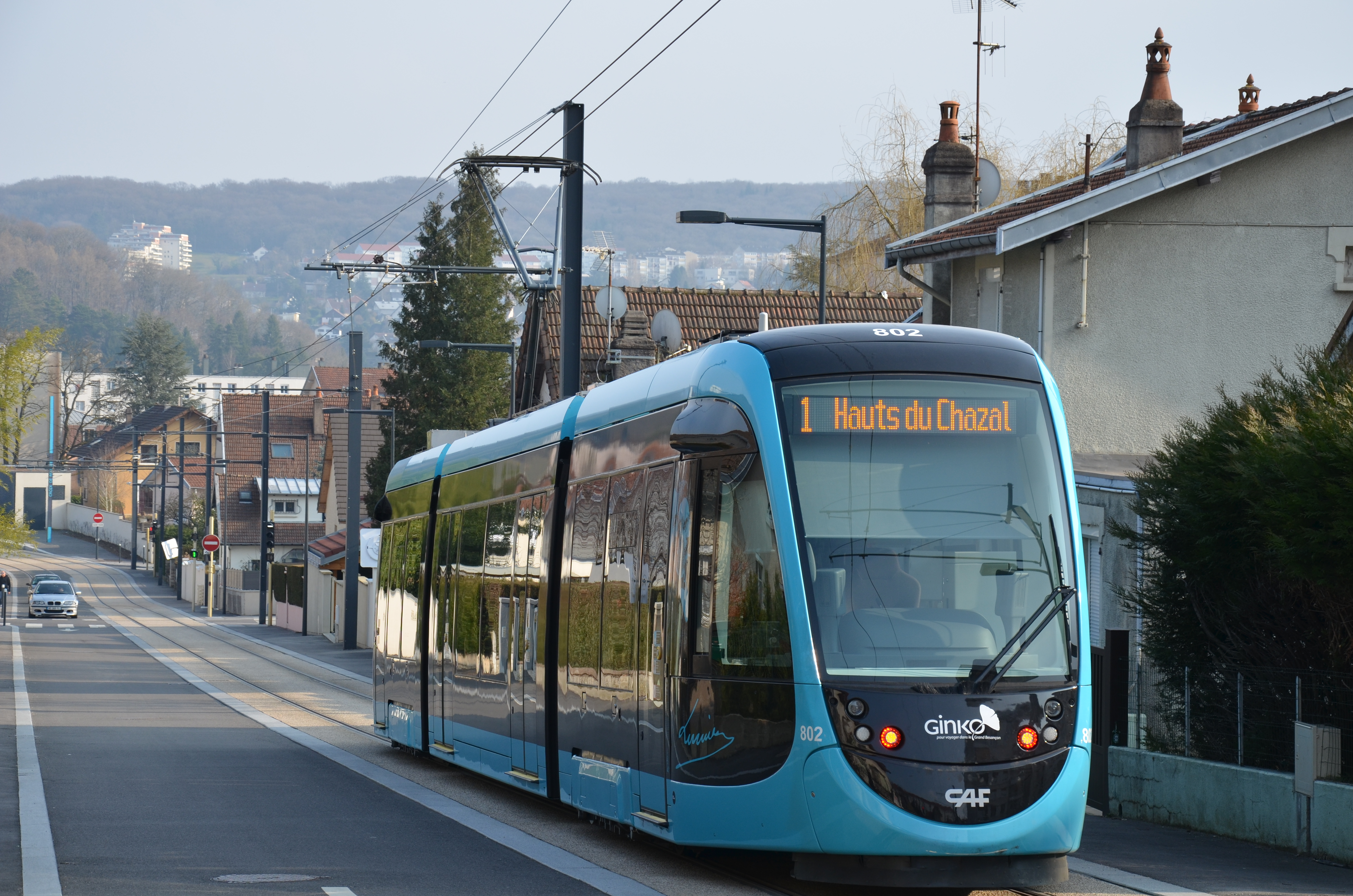
Une rame du tramway de Besançon.

Grand Besançon Métropole, Pays de Montbéliard Agglomération et la commune de Pontarlier sont autorités organisatrices de la mobilité sur leur territoire et organisent des services de transport dans leur ressort territorial.
Le réseau Ginko dessert Besançon et son agglomération par deux lignes de tramway, une cinquantaine de lignes de bus régulières et un service de transport à la demande. Un précédent réseau de tramway avait déjà desservi Besançon de 1897 à 1952.
Le réseau évolitY dessert le pays de Montbéliard par une quinzaine de lignes de bus régulières dont quatre lignes de bus à haut niveau de service et un service de transport à la demande.
Les TCP en revanche ne desservent Pontarlier que par une unique ligne de bus régulière et du transport à la demande.

## Modes actifs
Le département est traversé par plusieurs voies vertes, véloroutes (notamment l'EuroVelo 6) et sentiers de grande randonnée. Le maillage par un réseau points-nœuds est mis en place à partir de 2022, son achèvement est envisagé pour 2027.